# Andrée Marik
Pour les articles homonymes, voir Marik.
Andrée Marik (de son nom d'épouse Andrée Descamp, née Chaillot) est une poétesse et écrivain-gastronome française, née à Cognac le 22 mai 1914 et morte le 3 août 2016 à Bordeaux.

## Biographie
Andrée Marik a écrit des recueils de poésie et des livres culinaires dédiés aux spécialités charentaises.
Elle a fondé à Cognac l'atelier poésie, qu'elle a animé durant de longues années avant que Jean-François Hérouard ne prenne sa succession. Depuis 1973, elle a institué l'édition d'une anthologie thématique annuelle dont la plus récente édition (L'Autre) est parue en 2007.
En 1996, elle a publié Charentes… J'écris ton Nom, anthologie de poèmes charentais préfacée par Claude Roy. Andrée Marik présente cette anthologie ainsi : « Voici des mots, des couleurs, des souvenirs, voici des paysages, des ciels, et la mer ! Voici le pays des Charentes que traverse sans courir le fleuve de même nom. Voici plus de cent poètes… ».
Membre fondatrice de l’Académie d’Angoumois, elle a codirigé la monumentale encyclopédie intitulée Les Grands Charentais, et a rédigé une cinquantaine de ses notices.
Elle a aussi animé une équipe de collaborateurs bénévoles pour publier les deux volumes de Les Rues de Cognac, où chaque rue se voit décrite par une notice historique, patrimoniale ou littéraire.
En mars 2007, elle participait au printemps des poètes et récitait des poèmes de son cru lors d'un concert organisé au kiosque du jardin public de Cognac, où se produisait également le slameur Félix Jousserand.
Ses talents de diseuse lui ont toujours valu beaucoup d'admiration, tant elle dégageait d’énergie et d'entrain  quand elle lisait ses poèmes, y compris dans son plus grand age.
Elle meurt le 3 août 2016 à Bordeaux, à l'âge de 102 ans.
Nombre de photos la montrent malicieuse au milieu de sa famille ou de ses nombreux amis, qu’elle aimait réunir chez elle à Cognac, ou sur l’île d’Oléron. L’anniversaire de ses cent ans avait donné lieu à une fête très joyeuse. Elle avait adoré la pancarte confectionnée par un familier lecteur de Rimbaud : « On n’est pas sérieux quand on a cent ans ». L’est-on plus quand on est mort ?

## L'Art poétique
Andrée Marik n’a jamais écrit d’Art poétique, mais une lecture attentive permet d’en déceler les lignes de force. Ce qui frappe de prime abord, c’est le côté charnel de l’œuvre, dont le ton d’évidence fait parfois penser au jeune Paul Eluard ou à René-Guy Cadou, quoiqu’on ne puisse l’inscrire dans aucune école. Malgré son enracinement charentais délibéré, loin des coteries parisiennes — ce qui explique que sa notoriété ne soit pas à la hauteur de son talent —, on ne saurait la dire poète « régionaliste ». On pense plutôt au mot du poète portugais Miguel Torga : « L’universel, c’est le local, …moins les murs ».
À travers son vers libre, fluide, sans la contrainte de la rime, mais pour autant très musical, Andrée Marik traduit avec bonheur, par des images s’adressant aux cinq sens, le temps qui passe, si précieux que sa précarité incite à profiter de chaque instant. Son hédonisme généreux, émerveillé par la profusion du monde, est régulièrement traversé d’une pointe tragique, soudain tempérée d’une pirouette. Ce qui frappe d’abord le lecteur, c’est une qualité de présence au monde, végétal et animal, dont les humains. Le tout dans une langue des plus simples mais goûteuse, dense de par la rareté des adjectifs, dont l’abus signale le débutant ou le paresseux. Langue simple, « des mots que façonne le temps, herbe du langage ». Ecoutez voir la lumière qui « fracasse le cuivre crisse sur la vitre ». Ou encore : « des lèvres de soleil/aux confins de l’hiver/embrassent la terre endormie/un parfum de vieille mémoire/s’accorde au frémissement vert/mon cœur a l’âge de mes rêves ». Peut-on faire plus simple, plus évident ?
La langue française ne dispose pas des mots allemand eberlibness ou espagnol vivencia pour désigner ce sentiment intense de l’existence, mais la poésie d’Andrée Marik exalte bien cette sensation constamment en éveil du temps qui passe, et dont il faut déguster chaque précieux et si précaire instant. L’existence est Douce-amère, c’est le titre d’un de ses derniers recueil, un des plus riches par l’ampleur lyrique des thèmes abordés : la nature, l’amour, l’approche de la mort, mais aussi l’humanisme solidaire des sans-grades. Douce est l’existence, bien sûr, car un parfum d’épicurisme traverse son  œuvre, jusqu’à une sorte d’animisme :« vieil arbre, mon frère/ je t’embrasse/en partage de blessure/moi l’étrangère en pays végétal/e sens dériver en mes veines/une caresse verte ».
La relation amoureuse est évidemment un des chants profonds de son œuvre. Bien que le lexique soit des plus décents, il ne s’agit pas de bluettes éthérées, mais pour en parler « peut-être faudrait-il /un vertige d’espace/la violence d’un ciel qui s’ouvre/ou bien ce grand feu-passion/jusqu’au dépassement de l’être ».
L’amer fait aussi partie de l’existence. Aimer la vie, c’est aussi goûter cette saveur-là, sans complaisance, sans délectation morose mais en toute lucidité, parce qu’on sait comment ça finit : « ne pas tourner la tête ne pas tourner la tête/un éteignoir au coin de la mort guette/l’infini s’arrête à ma porte/je pense avenir j’écris la mort ».
Pour autant, nul échappatoire vers un au-delà imaginaire, elle le dit avec un humour constant : « partir sans carte d’identité/sans mes yeux mon cerveau/sans les mots de la vie/ni les amours que je porte/comment rire parler chanter ?/en quel paradis sans écho/crier je t’aime ?/vraiment je préfère/mourir tout entière ».

## Œuvres
Poésie
- Destin (1947)
- Battements (1954)
- Par Cœur
- La Porte du Soleil, illustrations de Claude Lagoutte (Les Cahiers de l'Arbre, 1976)
- Flash, illustrations de Claude Lagoutte, 1978.
- L'amour avec les Mots (1986)
- Poèmes Jusqu'au Dernier Mur (Cognac, 1990)
- Album (Océanes, Saint-Denis d'Oléron, 1996)
- Anthologie de Poèmes Charentais (Le Croît Vif, 1996)
- Point-virgule (Rumeur des Âges, La Rochelle, 1997)
- Fin de Siècle (Clapàs, Aguessac, 1999)
- Vernissage (Clapàs, Aguessac, 1999)
- Le Passant Vertical (Rafael de Surtis, Cordes-sur-Ciel, 2001)
- Mer-océan (Océanes, Saint-Denis d'Oléron, 2002)
- Jardins Suspendus (Multiples, Longages, 2004)
- Douce-amère (Sac à mots, 2007)
- Mine de rien (Des couleurs et des mots, 2009)
- Après tout (Des couleurs et des mots, 2012)
- Plein été dans mon carré de ciel (Océanes, Saint-Denis d'Oléron, 2016)

Gastronomie
Recettes de cuisine au cognac :
- Le Cognac Gastronome, illustrations de Claude Lagoutte (9 éditions)
- Cooking with Cognac (4 éditions)

Autres
A collaboré à l'édition de divers documents :
- Les Rues de Cognac
- Les Grands Charentais